# Krzyż Kombatanta-Ochotnika Ruchu Oporu
Krzyż Kombatanta-Ochotnika Ruchu Oporu (fr. Croix du Combattant Volontaire de la Résistance) – francuskie odznaczenie pamiątkowe przyznawane weteranom francuskiego ruchu oporu. 

## Historia
9 lutego 1943 Komitet Wolnej Francji ustanowił nowe odznaczenie – Medal Francuskiego Oporu, który zgodnie ze statutem nadawany miał być nadawany za zasługi w walce bojownikom Ruchu Oporu w kraju i żołnierzom Sił Wolnych Francuzów (później Francuskiej Armii Wyzwolenia). Jego nadawanie zakończono w 1947. 
25 marca 1949 podjęto decyzje o ustanowieniu nowego odznaczenia w formie medalu, który miałby być odznaczeniem pamiątkowym dla wszystkich bojowników La Résistance. Ostatecznie postanowiono zmienić jego formę na krzyż dzięki czemu 15 kwietnia 1954 władze IV Republiki ustanowiły Krzyż Kombatanta-Ochotnika Ruchu Oporu.
Odznaczenie nadawane było tylko na wniosek związków kombatanckich. Przyznawanie Krzyża Kombatanta-Ochotnika Ruchu Oporu zostało zakończone 31 grudnia 1998 i wyniosło łącznie 261780 nadań.

## Wygląd
Odznaczeniem jest wykonany z brązu złocony krzyż kawalerski wielkości 36 × 36 mm noszony na czerwono-czarnej wstążce z zielonymi paskami (nawiązanie do wstążki Medalu Francuskiego Oporu). Na ramionach krzyża widoczne są liście laurowe, w centrum medalionu znajduje się krzyż lotaryński – symbol Francji Walczącej. Na rewersie znajduje się napis COMBATTANT VOLONTAIRE RESISTANCE (Kombatant Ochotnik Ruchu Oporu).